# All American Nightmare
All American Nightmare — третий студийный альбом американской рок-группы Hinder, выпущен 7 декабря 2010 года.

## Об альбоме

### Запись
Группа приступила к записи альбома в начале 2010 года. Первоначально продюсером стал Говард Бэнсон, но через некоторое время выбор пал на Кевина Чурко. В сотрудничестве с вокалистом Остином Винклером, группа написала около 60 песен для альбома, из которых 10 были записаны для стандартной версии альбома, и ещё две войдут в дополненное издание.
Запись альбома была разделена на две части: инструментальная составляющая была записана на собственной студии Хэнсона, запись вокала же прошла в студии Винсона в Лас-Вегасе.

### Релиз
Официальный релиз альбома готовился на 14 декабря 2010 года, но позже был перенесен на неделю раньше. В интернет альбом просочился 22 ноября.
Первый сингл под названием «All American Nightmare» был выпущен 14 сентября 2010 года, а 5 октября стал доступен для официального скачивания.
На обложке альбома изображена модель Джесси Ли Деннинг, которая так же засветилась в клипе на сингл «All American Nightmare».
Композиция «Waking Up the Devil» вошла в саундтрек к фильму 'Пила 3D. .

## Список композиций
Ниже представлен трек-лист альбома All American Nightmare

### Оригинальная версия
1. 2 Sides of Me — 3:24
2. All American Nightmare — 3:17
3. What Ya Gonna Do — 4:07
4. Hey Ho — 3:34
5. The Life — 3:37
6. Waking Up the Devil — 4:12
7. Red Tail Lights — 3:48
8. Strip Tease — 3:29
9. Everybody’s Wrong — 3:41
10. Put That Record On — 3:38

### Deluxe Edition
1. Good Life
2. Bad Mutha Fucka
3. Put That Record On (demo version)
4. What Ya Gonna Do (demo version)